# Sinal de ocupado
Em telefonia, o tom de ocupado ou sinal de ocupado é um sinal audível ou visual que indica falha na tentativa de conexão de uma chamada telefônica.